# Geoff Trappett
Geoffrey Douglas Trappett, més conegut com a Geoff Trappett   (Brisbane, 18 de setembre de 1979), és un atleta paralímpic australià i triple medallista en els Jocs Paralímpics.

## Vida primerenca
Trappett va néixer a Brisbane el 18 de setembre del 1979 amb l'espina bífida. Va créixer al suburbi d'Albany Creek i va formar-se en l'Acadèmia Esportiva de Queensland.

## Carrera
El 1999, va guanyar dues medalles d'or i va batre dos rècords nacionals en les competicions masculines dels 100 metres llisos i els 200 metres llisos als Campionats Nacionals de Canberra i al Metro Challenge de Toronto, respectivament. Als Jocs Paralímpics d'estiu de 2000, celebrats a Sydney, va guanyar una medalla d'or en els 100 metres llisos masculins en la classificació T54, gràcies a la qual se li va atorgar la Medalla de l'Orde d'Austràlia, i va aconseguir també una medalla d'argent en la cursa de relleus de 4×100 metres de la mateixa classificació. Brett Jones havia estat el seu entrenador durant els dotze mesos previs als Jocs Paralímpics.
El 2002, en el Campionat del Món d'Atletisme Paralímpic, va obtenir una medalla d'or en la prova dels 200 metres llisos i una medalla de bronze en els 100 metres llisos. El 2003, en un esdeveniment a Canberra, va establir un rècord mundial en l'esprint dels 100 metres llisos, però va ser desqualificat per haver fet una sortida nul·la. Dues setmanes més tard, va córrer en la mateixa categoria a la Gold Coast i va fer un temps rècord mundial de 13,99 segons. Als Jocs Paralímpics d'estiu de 2004, que es van dur a terme a Atenes, va guanyar una medalla d'argent en la cursa de 4x100 metres masculina, en la classificació T53-54.
El 2009, va ser una de les primeres 150 persones que es va incorporar al Saló de la Fama de l'Esport de Queensland.

## Activisme
Com a activista pels drets de les persones discapacitades, Trappett va fundar l'organització Inclusion Moves, que es dedica a la facilitació de tasques, campanyes de sensibilització, la defensa dels dits drets i la formació en l'àmbit de la discapacitat.